# Megachile astragali
Megachile astragali är en biart som beskrevs av Mitchell 1938. Megachile astragali ingår i släktet tapetserarbin, och familjen buksamlarbin. Inga underarter finns listade i Catalogue of Life.